# Pháo phản lực phóng loạt Type 63
Kiểu 63 là loại pháo phòng không được sản xuất bởi Cộng hòa Nhân dân Trung Hoa vào đầu những năm 1960 và sau đó được xuất khẩu và sản xuất trên toàn cầu. Mặc dù không còn phục vụ trong các đơn vị bộ binh đang hoạt động, pháo phòng không tự hành kiểu 63 vẫn được biên chế trong Quân đội Giải phóng Nhân dân Trung Quốc với các đội hình chuyên biệt như các đơn vị bộ binh miền núi và các đơn vị đặc nhiệm. Pháo phòng không tự hành kiểu 63 được sử dụng rộng rãi trong Quân giải phóng nhân dân Trung Quốc cho đến cuối những năm 1980. Nó được sử dụng làm phiên bản kế nhiệm của Kiểu 50-5 cỡ 102mm.

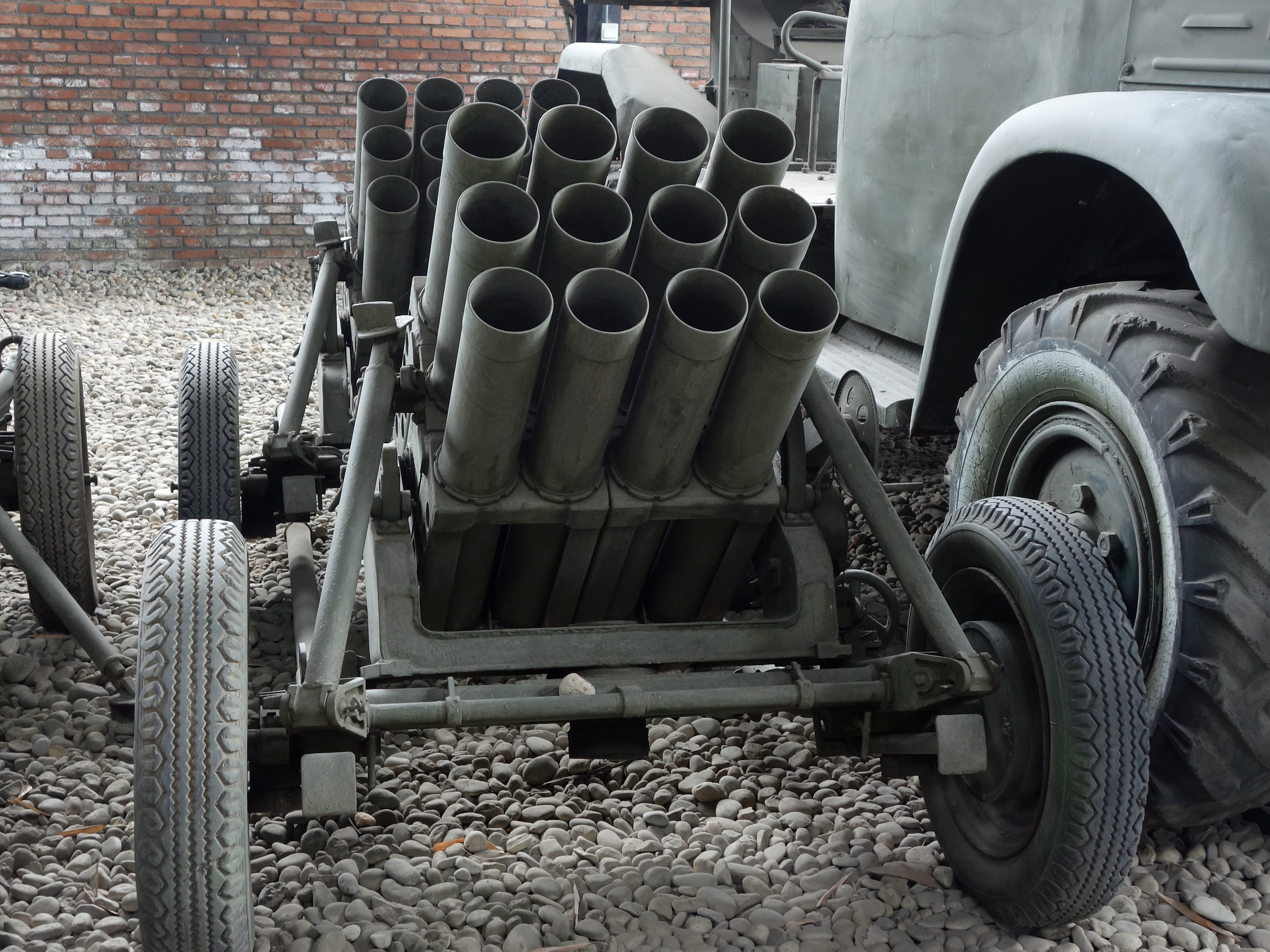
Pháo phòng không tự hành kiểu 63 107mm

### Các quốc gia sử dụng
- Trung Quốc
- Việt Nam
- Lào